# Régis Boissié
Régis Boissié (Agen, 19 dicembre 1978) è un allenatore di pallacanestro ed ex cestista francese.

## Palmarès

### Giocatore
- Coppa di Francia: 1

Cholet: 1998
- Pro B: 1

Reims: 2002-03